# 江禹緒
江禹緒，字仲平，號長四，河南開封府杞縣人，明朝進士、明清官员。

## 生平
天啓元年（1621年）辛酉科河南乡试舉人，崇禎四年（1631年），登辛未科進士，兵部观政，授襄阳府推官，九年升礼部儀制司主事，十一年升通州监军道佥事，再升密云道右參議，仍以右參議分守口北道。后授戶科給事中。崇禎十四年，擔任宣府巡撫，巡撫宣撫等處地方、右僉都御史。同年改宣大總督。
明亡後，歸附清朝，順治二年（1645年），授兵部右侍郎、右僉都御史。